# Munizip Ghat
Ghat (arabisch غات, DMG Ġāt) ist ein Munizip, das im Westen der Libysch-Arabischen Republik liegt.

## Geographie
Im gesamten Gebiet von Ghat lebten im Jahre 2003 nur 22.770 Menschen auf einer Fläche von insgesamt 72.700 km².
Im Westen besitzt Ghat eine Grenze zu Algerien.
Im Landesinneren grenzt es wie folgt an die Munizipen:
- Munizip Wadi asch-Schati’ – Norden
- Munizip Wadi al-Haya – Nordosten
- Munizip Murzuq – Osten